# Císařská Kuchyně
Císařská Kuchyně (nem: Kaiserkuchel) je vesnice v okrese Praha-východ, místní část obce Čelákovice. Nachází se 3 km východně od Čelákovic. Na východě protéká potok Výmola vlévající se nedaleko do Labe. Je zde evidováno 47 adres.

## Současnost
Od poloviny 90. let 20. století probíhá mezi centrálními Čelákovicemi, Císařskou Kuchyní a Sedlčánkami rozsáhlá výstavba rodinných domků, díky čemuž došlo k faktickému spojení se sousedními Sedlčánkami.

## Další fotografie

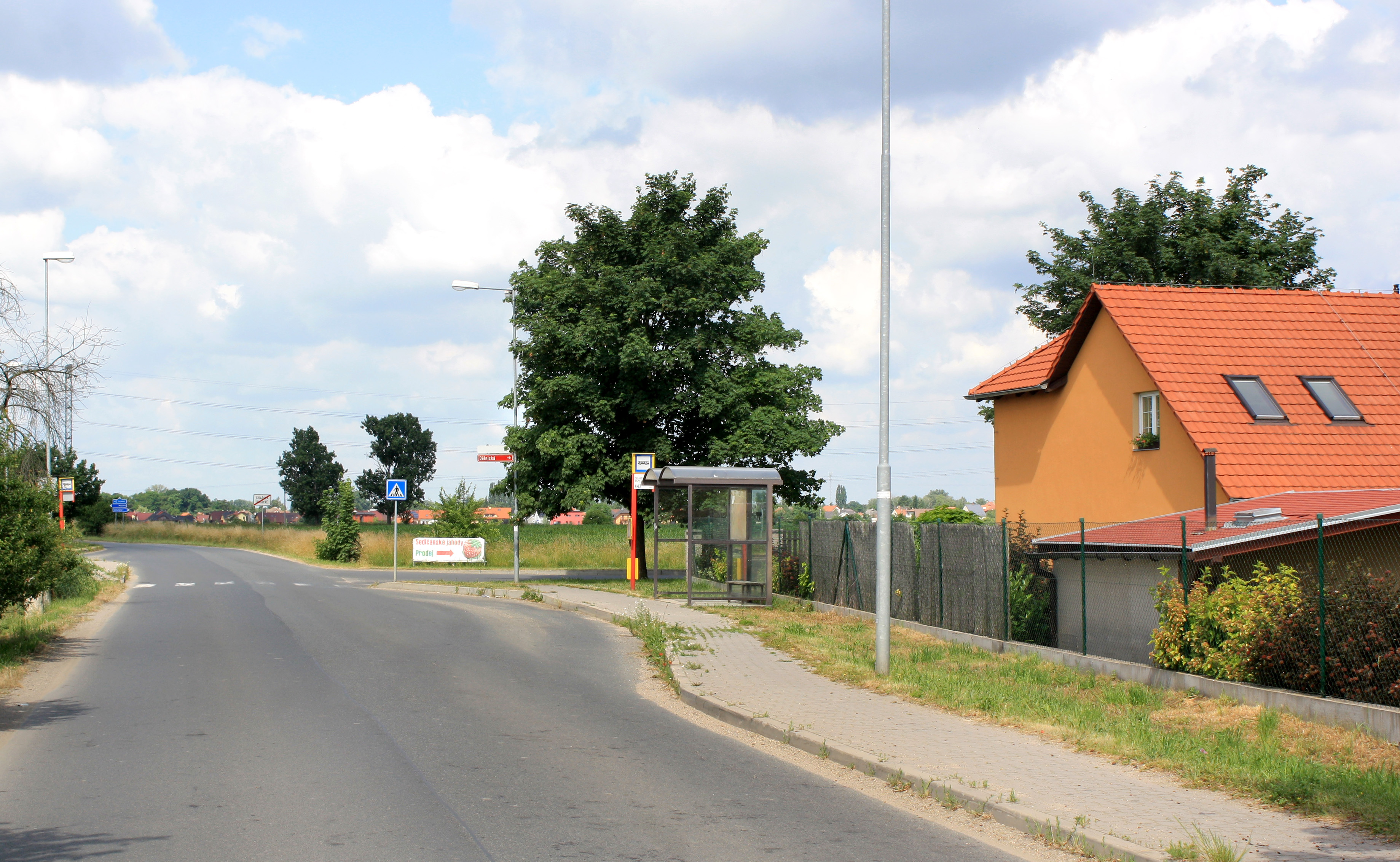
Silnice k Čelákovicím
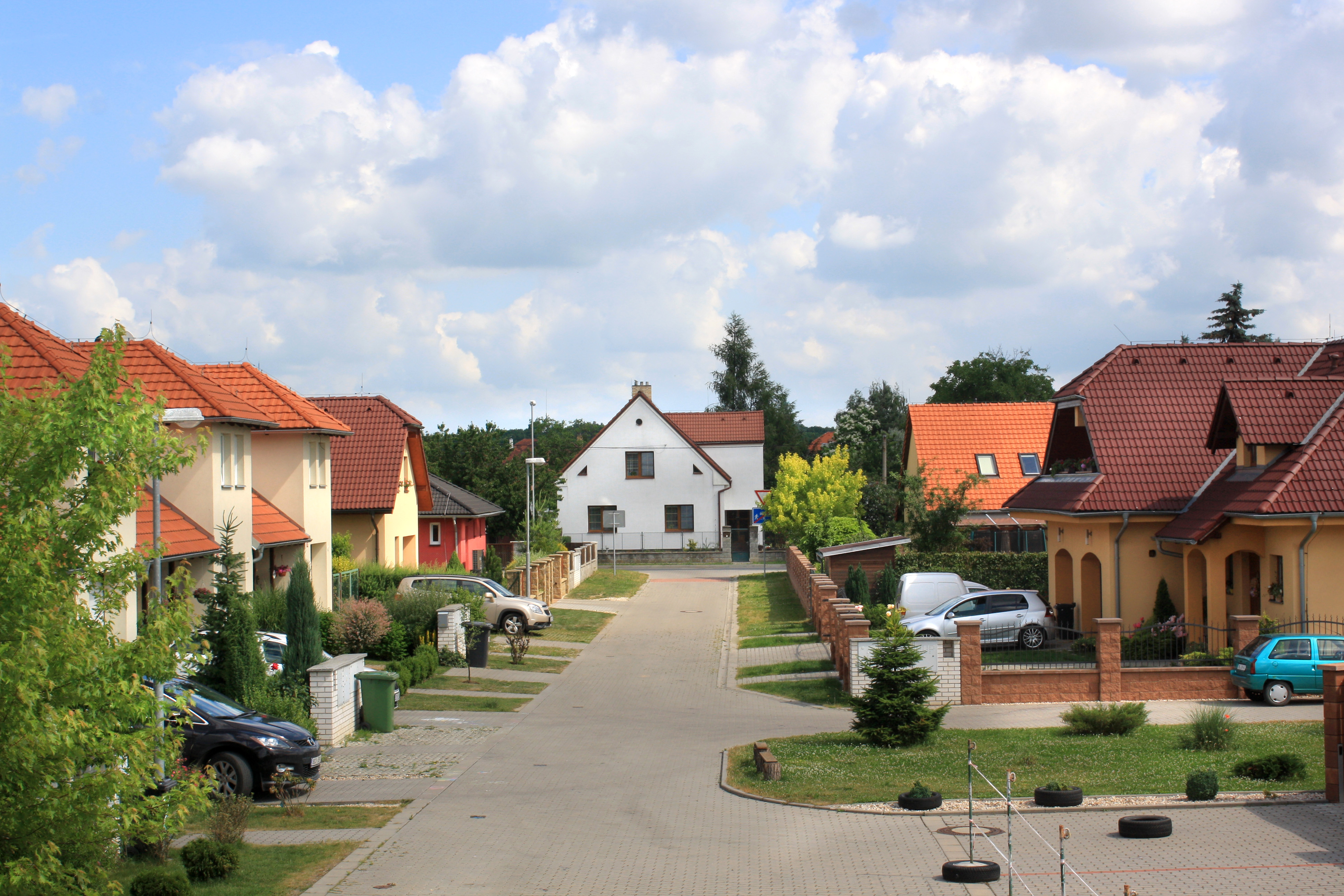
Nové domky
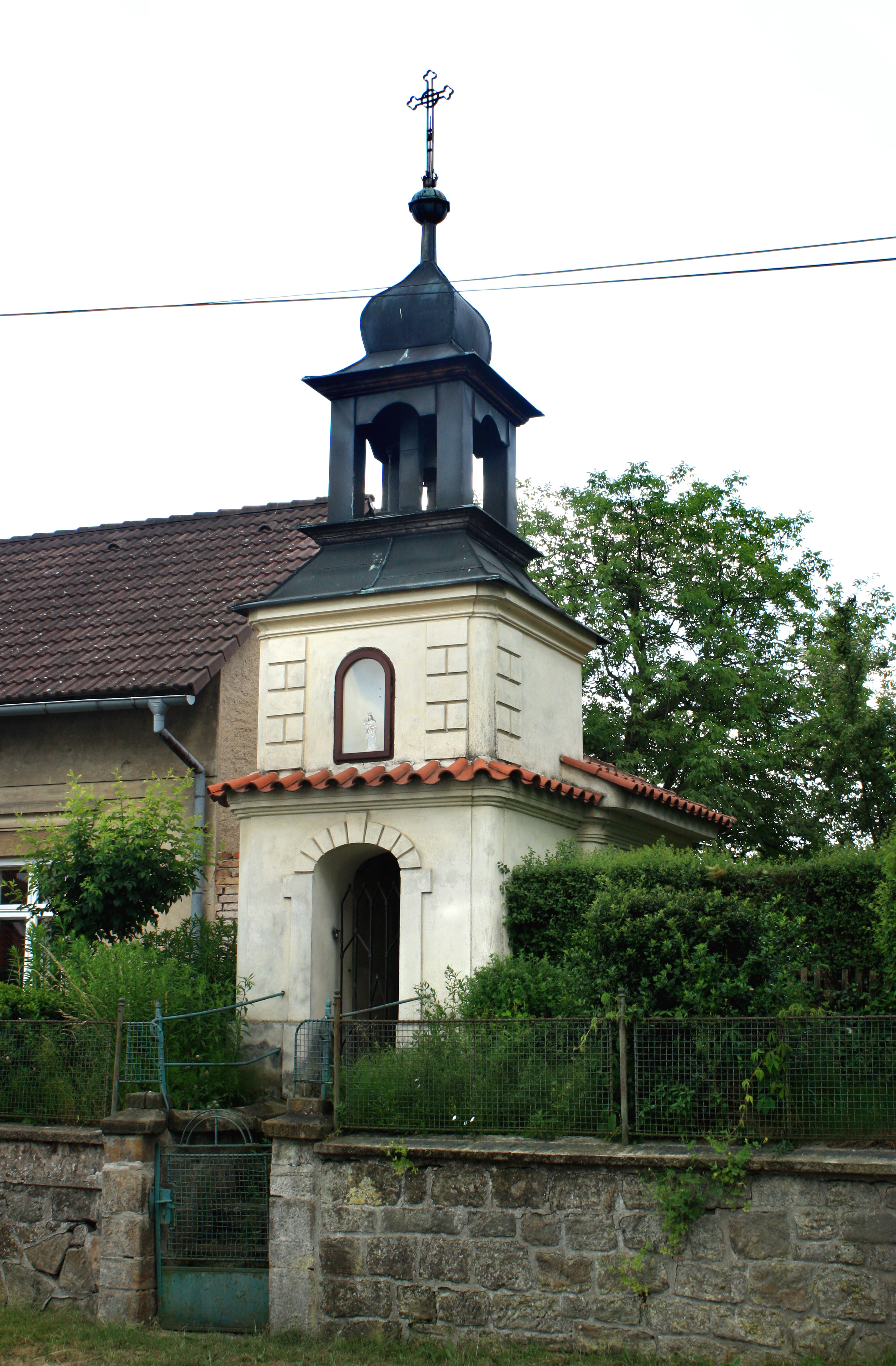
Kaplička